# Parornix geminatella
Parornix geminatella är en fjärilsart som först beskrevs av Alpheus Spring Packard 1869.  Parornix geminatella ingår i släktet Parornix och familjen styltmalar. Inga underarter finns listade i Catalogue of Life.